# شارلن
شارلن (بالإنجليزية: Charlene)‏ هي مغنية أمريكية، ولدت في 1 يونيو 1950.

## وصلات خارجية
- الموقع الرسمي
- شارلن على موقع IMDb (الإنجليزية)
- شارلن على موقع ميوزك برينز (الإنجليزية)
- شارلن على موقع أول ميوزيك (الإنجليزية)
- شارلن على موقع ديسكوغز (الإنجليزية)